# دنتن (کارولینای شمالی)
دنتن (به انگلیسی: Denton) شهری در ایالت کارولینای شمالی کشور ایالات متحده آمریکا است که جمعیت آن در سرشماری سال ۲۰۱۰ میلادی، ۱٬۶۳۶ نفر بوده‌است.